# ياسين فقير
ياسين فقير (بالفرنسية: Yassin Fekir)‏ هو لاعب كرة قدم فرنسي في مركز الهجوم، ولد في 5 مايو 1997 في ليون في فرنسا. لعب مع أولمبيك ليون.

## وصلات خارجية
- ياسين فقير على موقع قاعدة بيانات كرة القدم.إي يو (الإنجليزية)
- ياسين فقير على موقع Soccerway.com (الإنجليزية)
- ياسين فقير على موقع عالم كرة القدم.نت (الإنجليزية)